# Dandeli
Dandeli (Kannada ದಾಂಡೇಲಿ) ist eine Stadt im indischen Bundesstaat Karnataka mit 52.000 Einwohnern (Volkszählung 2011).
Dandeli liegt in den Westghats am Oberlauf der Kali 70 km von der Westküste Indiens entfernt. Die Stadt befindet sich auf 469 m Höhe. Sie liegt im Distrikt Uttara Kannada und besitzt als Stadt den Status eines City Municipal Councils. Es werden verschiedene touristische Aktivitäten (Vogelbeobachtung, Dschungelsafari, Wildwasserfahren) in der Umgebung von Dandeli angeboten.